# Restposten (Zahlungsbilanz)
Restposten ist ein Korrekturposten in der Zahlungsbilanz eines Staates.
Dieser Posten ist erforderlich, um die Zahlungsbilanz formal auszugleichen, da die Datenquellen, die zu der Erstellung der Teilbilanzen Leistungs-, Kapitalbilanz und Veränderung der Nettoauslandsaktiva der Bundesbank herangezogen werden, nicht aufeinander abgestimmt sind. Es handelt sich um statistisch nicht aufgliederbare Transaktionen. Der Restposten ist somit auf die statistischen Unzulänglichkeiten der Zahlungsbilanz zurückzuführen, da nicht für alle außenwirtschaftlich relevanten Transaktionen die entsprechenden Gegenbuchungen nach dem Prinzip der doppelten Buchführung in der Zahlungsbilanz vorgenommen werden können. Hierzu zählen auch Vorgänge, die irrtümlich oder absichtlich falsch deklariert wurden oder sog. Koffergeschäfte, die wertmäßig nur geschätzt werden können.